# Pseudococcus galapagoensis
Pseudococcus galapagoensis är en insektsart som beskrevs av Morrison 1924. Pseudococcus galapagoensis ingår i släktet Pseudococcus och familjen ullsköldlöss. Inga underarter finns listade i Catalogue of Life.